# Mandos

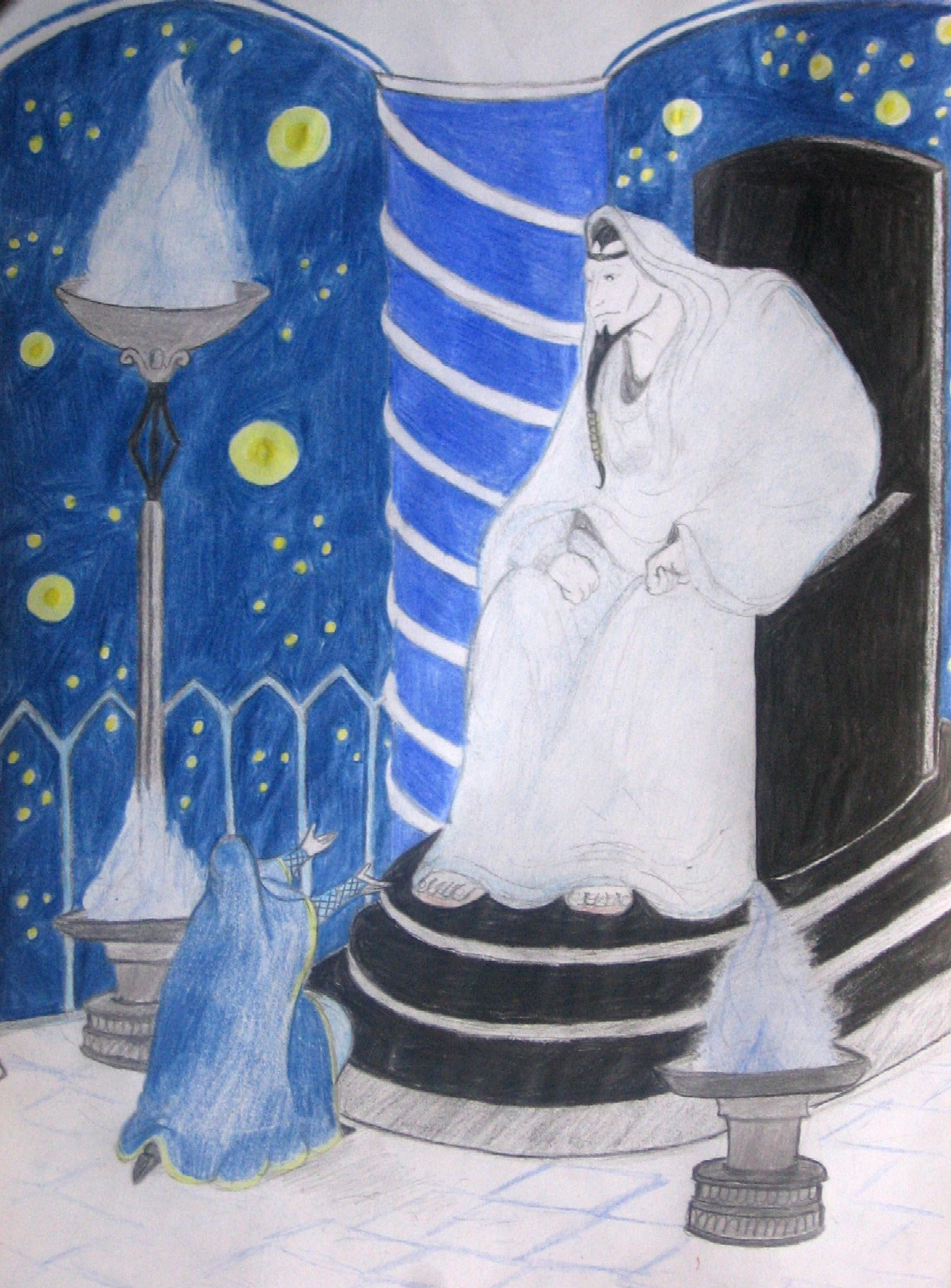
Lúthien v Mandosových síních

Mandos (Námo) je postava z Tolkienova fiktivního světa, Středozemě. Jeho pravé jméno je Námo, Mandos je název jeho říše, která se nachází na západě Valinoru. Jeho mladším bratrem je Irmo, známý spíše pod jménem Lórien. Jako bratrům se jim říká Fëanturi, páni duchů a jejich sestra je Nienna.
Mandos patří mezi nejmocnější Valar. Jeho ženou je Tkadlena Vairë.
Mandos je strážcem Domů mrtvých a povolává duchy zabitých. Zatímco padlí elfové s ním přebývají v Síních čekání, dokud je k sobě nepřivolá Ilúvatar, duše lidí jej opouštějí neznámo kam. Jen jedinkrát učinil Mandos výjimku a dojat zpěvem Lúthien požádal Ilúvatara o vrácení duše zabitého Berena. Osud padlých trpaslíků je nejistý, sami trpaslíci věří, že část Domu mrtvých je vyhrazena i pro ně.
Mandos nic nezapomíná a ví všechno, co bude, kromě toho, co ví jen Ilúvatar. Je hlasatelem soudu Valar, své výroky však pronáší jen na Manwëho pokyn. Jedním z jeho nejvýznamnějších výstupů byla Mandosova kletba, odsouzení Noldor, kteří se rozhodli uprchnout z Valinoru.

## Původ
Tolkien byl při vytváření Mandose zřejmě ovlivněn některými jinými personifikacemi smrti, například řeckým Thanatem - který je bratrem Hypna, boha spánku. Mandosův bratr Lórien je pánem snů.